# Sirikit
La Reina Sirikit de Tailàndia (สมเด็จพระนางเจ้าสิริกิติ์ พระบรมราชินีนาถ) (Bangkok 12 d'agost de 1932) és la viuda del rei Bhumibol Adulyadej (Rama IX) de Tailàndia i la mare de l'actual rei Vajiralongkorn (Rama X).

## Biografia
La reina Sirikit va néixer com Momrajawongse Sirikit Kitiyakara el 12 d'agost del 1932. El seu casament amb el rei va tenir lloc el 28 d'abril del 1950, tot just una setmana abans de la coronació del seu marit. A l'època del seu casament i durant els anys posteriors la reina de Tailàndia va ser molt famosa en la premsa europea que va lloar la seva bellesa i simpatia.
La reina Sirikit i el rei van tenir un fill i tres filles. La reina s'ha dedicat tots aquests anys a les activitats filantròpiques i a protegir el patrimoni cultural de Tailàndia. A les zones rurals del seu país la reina Sirikit ha contribuït a fer que es preservessin formes d'artesania local que es trobaven en vies de desaparèixer.
És la segona reina regent en la història de Tailàndia (la primera fou la reina Saovabha Bongsri de Siam, anomenada posteriorment reina Sri Patcharindra).
El marit de la reina Sirikit va ser el rei va regnar durant més temps a tot el món.